# Kanton Nord-Lévezou
Der Kanton Nord-Lévezou ist ein französischer Wahlkreis im Département Aveyron in der Region Okzitanien. Er umfasst vier Gemeinden in den Arrondissements Millau und Rodez. Durch die landesweite Neuordnung der französischen Kantone wurde er 2015 neu geschaffen.

## Gemeinden
Der Kanton besteht aus vier Gemeinden mit insgesamt 13.735 Einwohnern (Stand: 1. Januar 2022) auf einer Gesamtfläche von 120,89 km²:
| Gemeinde            | Einwohner 1. Januar 2022 | Fläche km² | Dichte Einw./km² | Code INSEE | Postleitzahl | Arrondissement |
| ------------------- | ------------------------ | ---------- | ---------------- | ---------- | ------------ | -------------- |
| Flavin              | 2.376                    | 50,77      | 47               | 12102      | 12450        | Millau         |
| Luc-la-Primaube     | 6.054                    | 26,85      | 225              | 12133      | 12450        | Rodez          |
| Olemps              | 3.531                    | 12,79      | 276              | 12174      | 12510        | Rodez          |
| Sainte-Radegonde    | 1.774                    | 30,48      | 58               | 12241      | 12850        | Millau         |
| Kanton Nord-Lévezou | 13.735                   | 120,89     | 114              | 1214       | –            | –              |

## Politik
| Vertreter im Departementrat | Vertreter im Departementrat            | Vertreter im Departementrat |
| Amtszeit                    | Namen                                  | Partei                      |
| --------------------------- | -------------------------------------- | --------------------------- |
| 2015–                       | Dominique Gombert Jean-Philippe Sadoul | UDI                         |